# Noteć

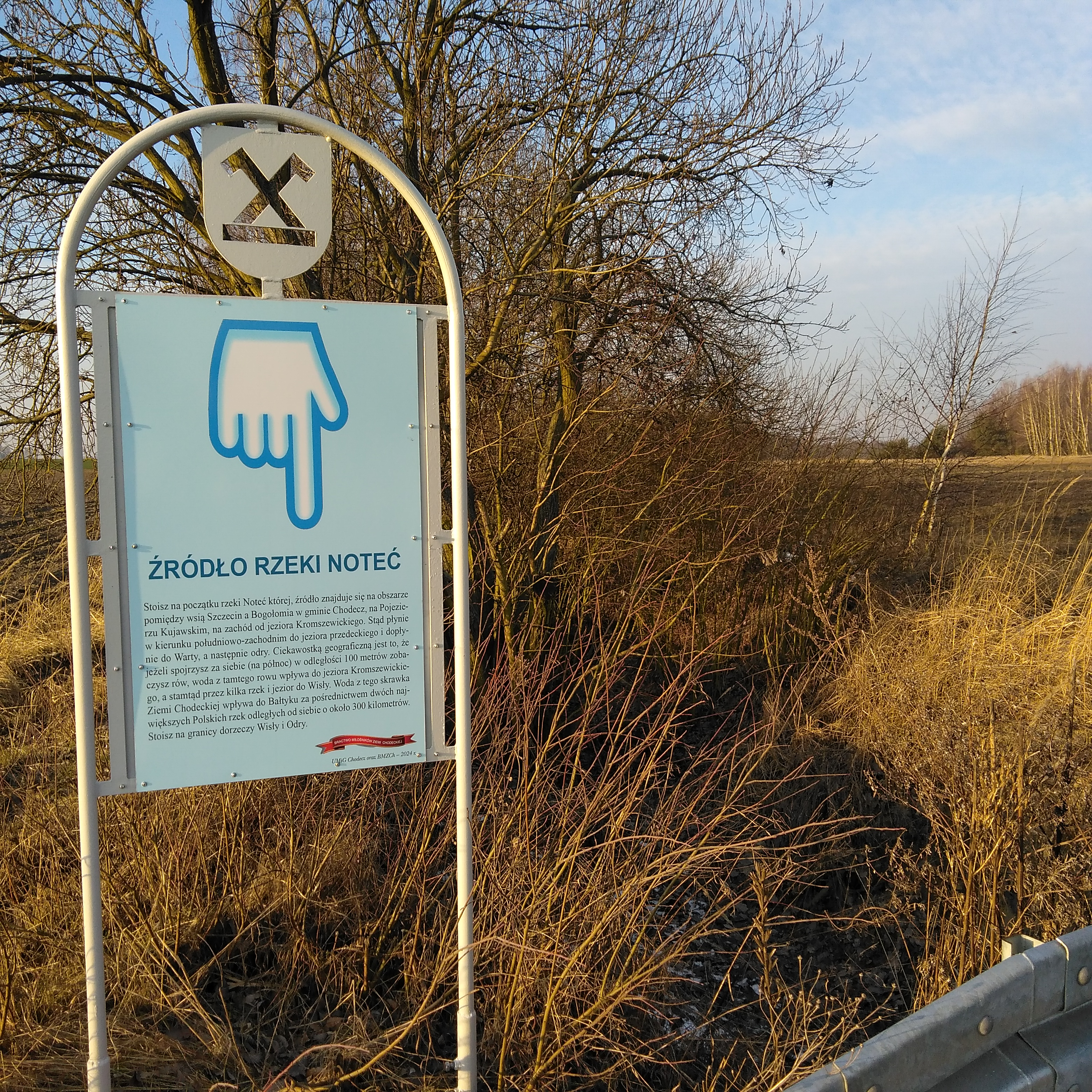
Źródło Noteci.

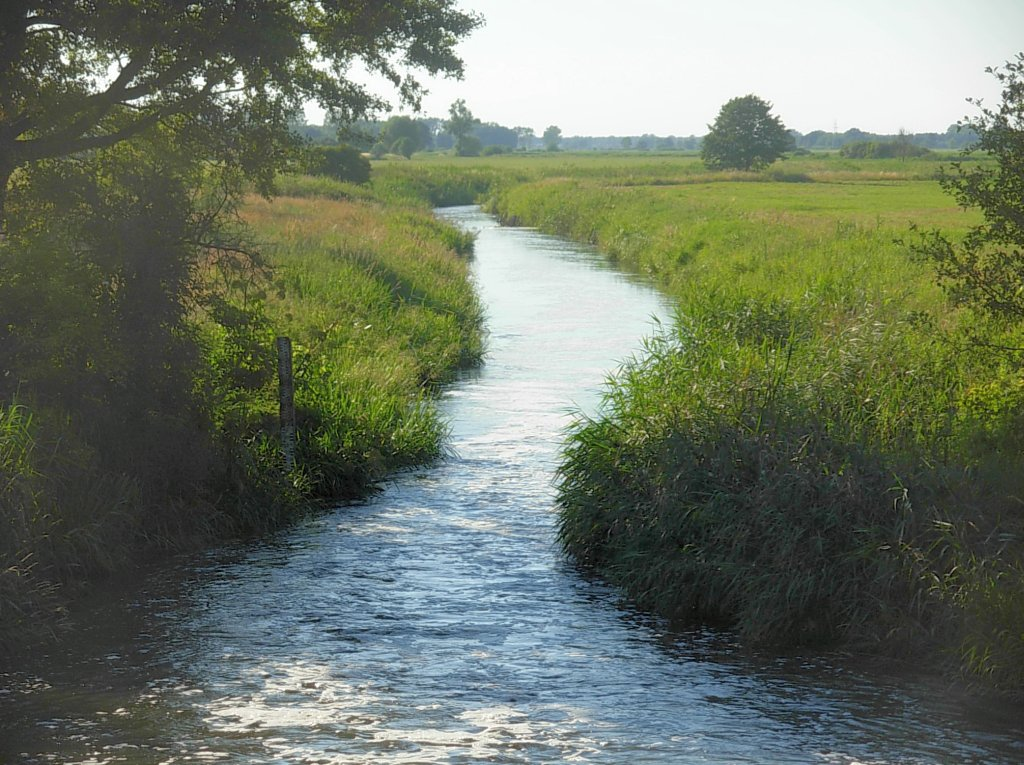
Stara Noteć na tzw. Bydgoskich Łąkach Nadnoteckich

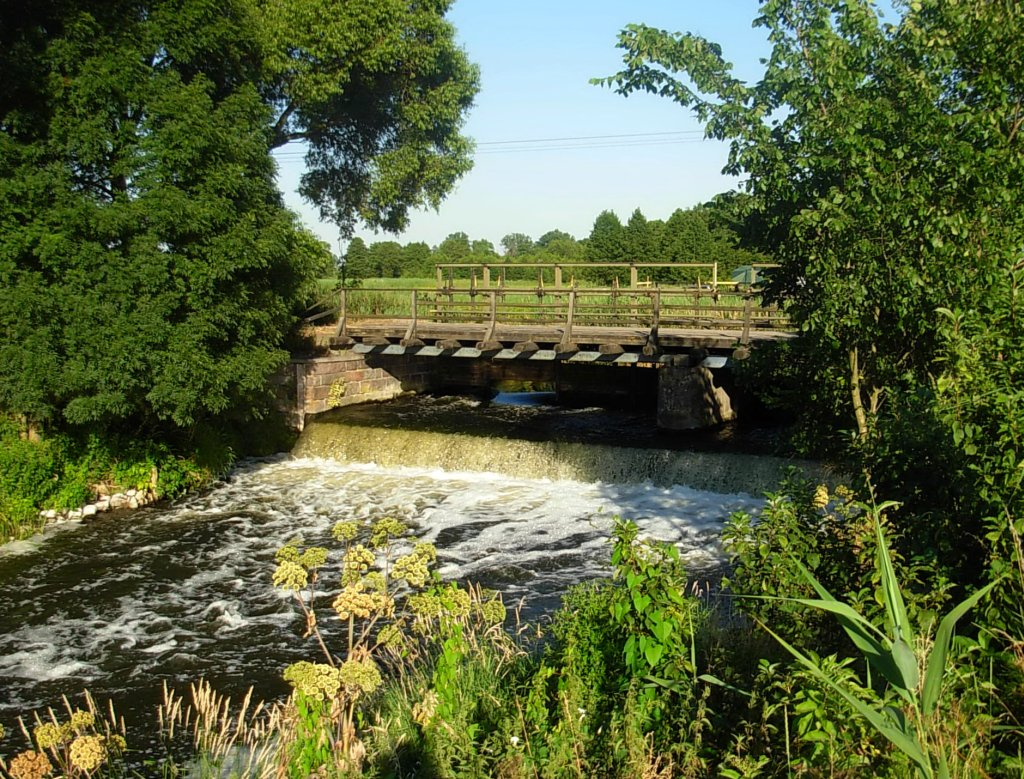
Jaz na Noteci Górnej w Dębinku

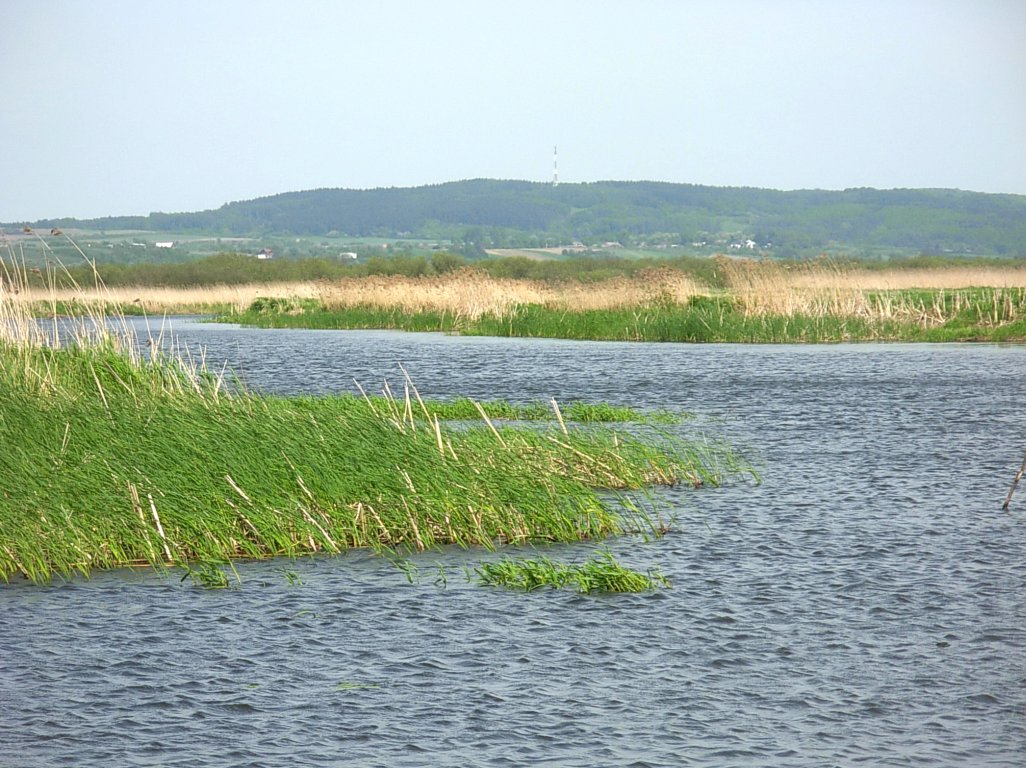
Okolice Białośliwia. W oddali rezerwat przyrody Zielona Góra

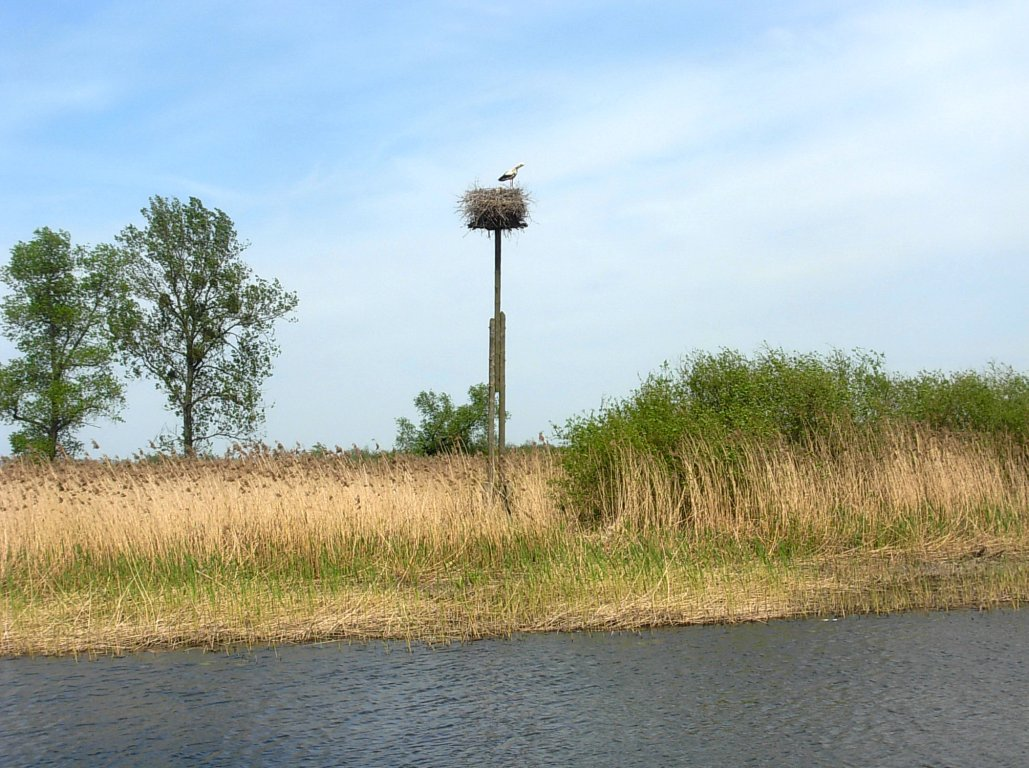
Bocian nad Notecią

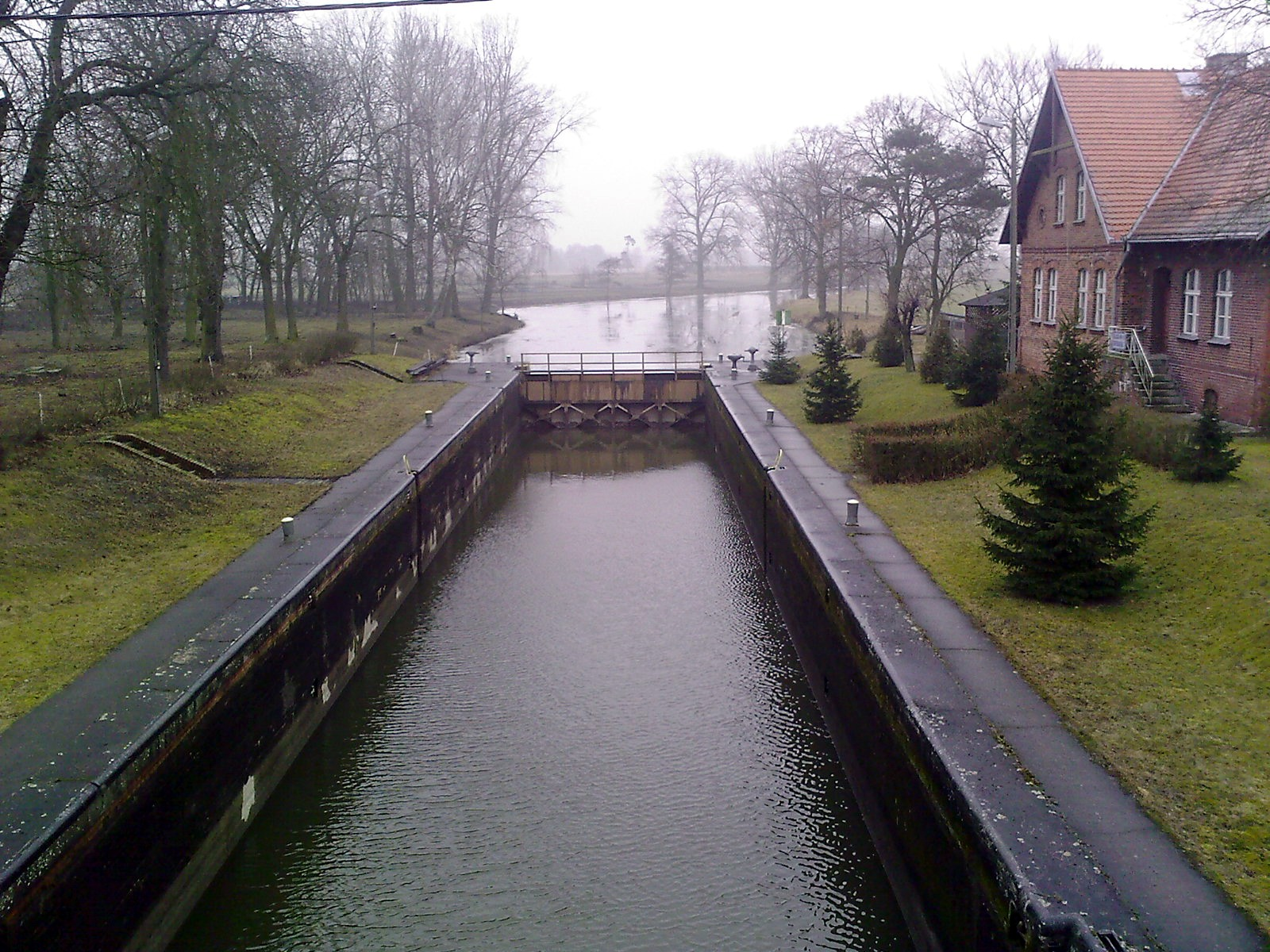
Śluza Gromadno na Noteci Dolnej

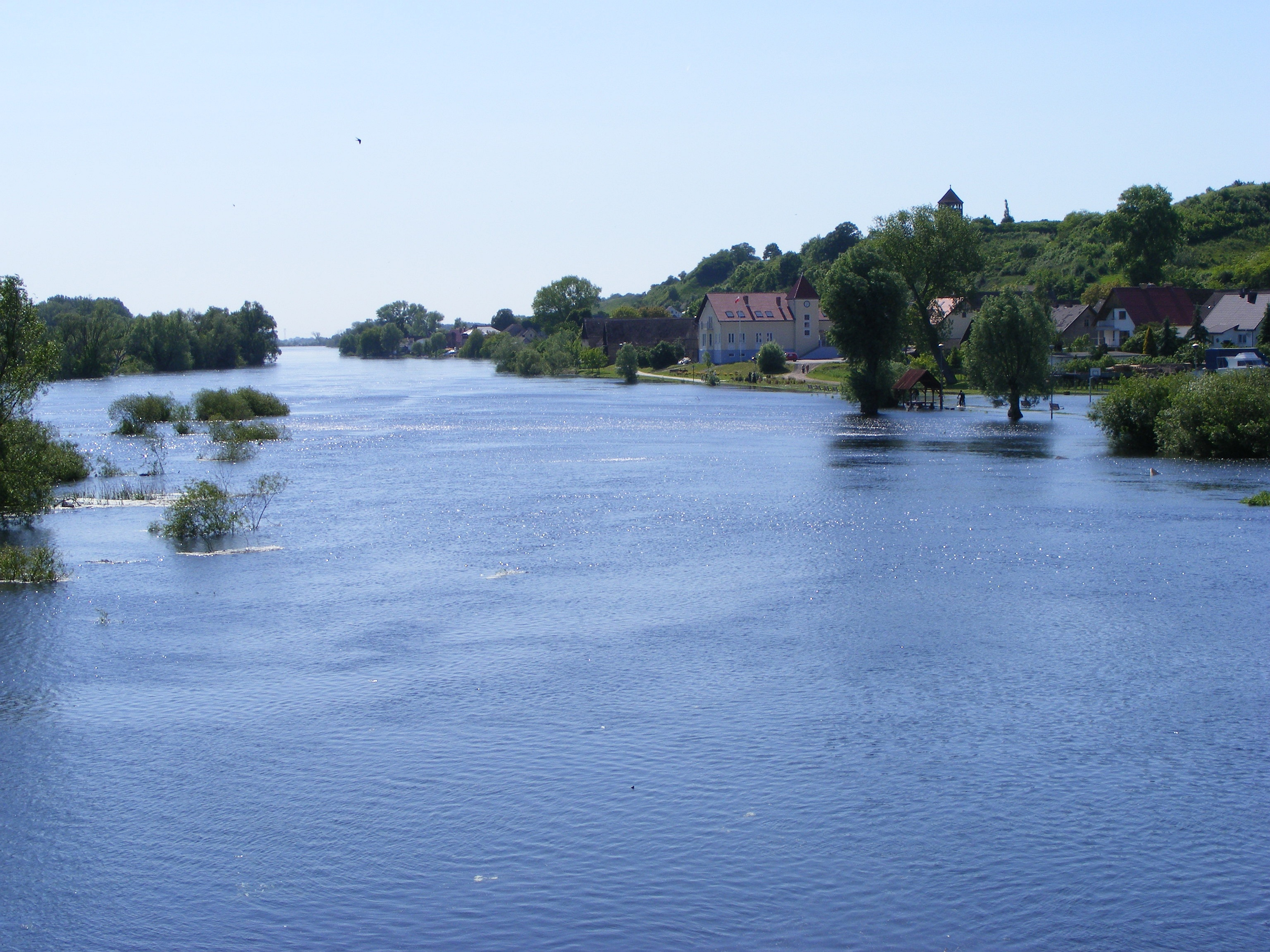
Ujście do Warty w Santoku

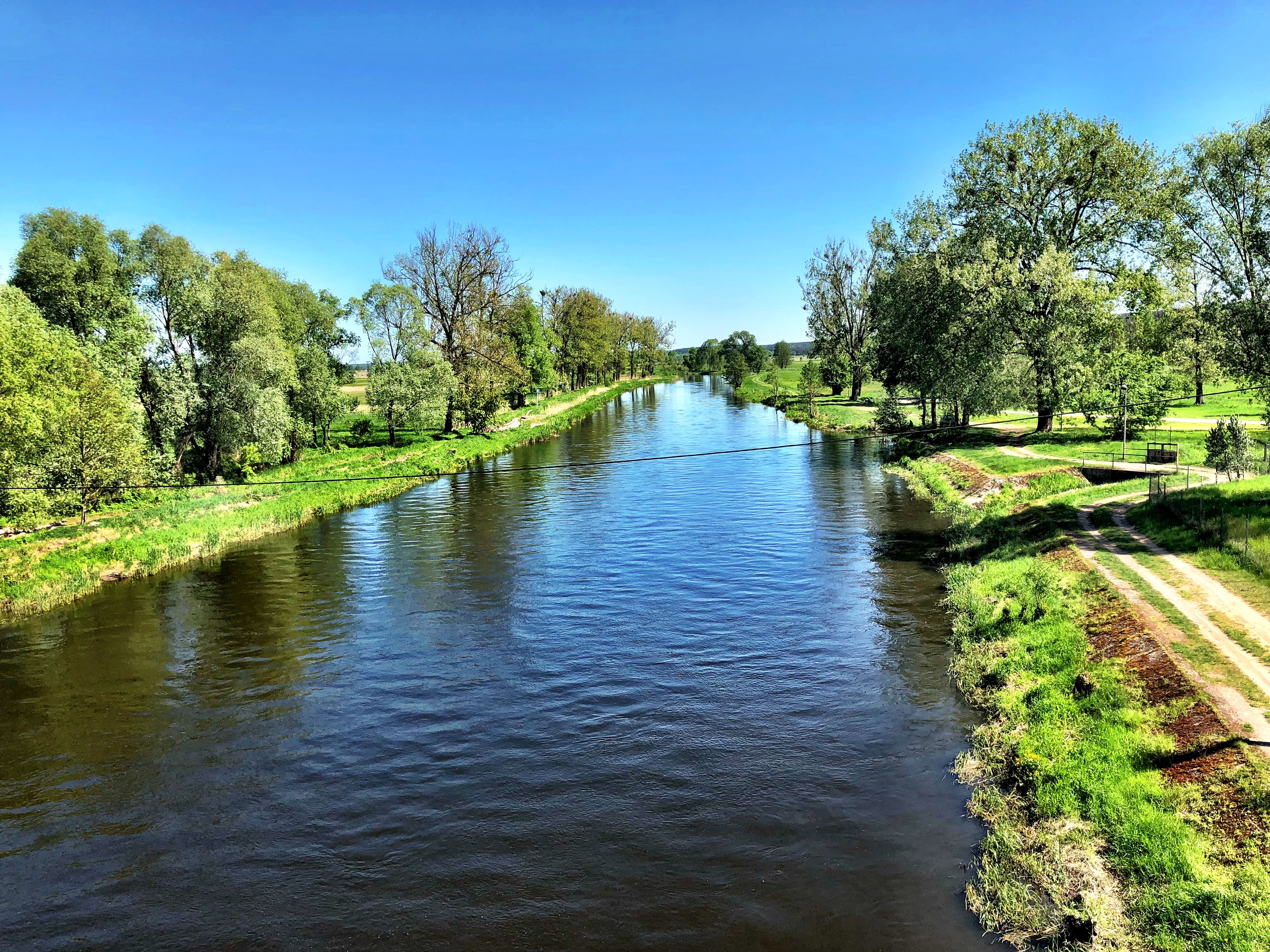
Noteć widziana z mostu w Czarnkowie

Noteć (niem. Netze) – rzeka o długości 391 km w Polsce. Największy dopływ Warty. Powierzchnia dorzecza wynosi 17 300 km². Siódma pod względem długości i szósta pod względem powierzchni dorzecza rzeka Polski.
Noteć przepływa przez trzy województwa: kujawsko-pomorskie, wielkopolskie oraz lubuskie.
Dzieli się na dwa odcinki:
- Noteć Górna – od źródeł do Nakła o długości 204 km,
- Noteć Dolna – od Nakła do ujścia do Warty o długości 187 km.

## Przebieg
Źródło Noteci znajduje się na obszarze pomiędzy wsią Szczecin a Bogołomia w gminie Chodecz, na Pojezierzu Kujawskim, na zachód od Jeziora Kromszewskiego. Dalej płynie w kierunku południowo-zachodnim do jeziora Przedecz.
W 1928 roku Walenty Winid opisał Noteć jako powstającą z dwóch nurtów – Noteci wschodniej oraz Noteci zachodniej, która obecnie zwana jest Małą Notecią.
Dalej rzeka przepływa przez Jeziora Brdowskie, Modzerowskie oraz Długie. Następnie płynąc na zachód, a potem na północ, przepływa wzdłuż jez. Gopło.
W dalszym biegu Noteć przepływa jeszcze przez małe jeziora pałuckie, po czym dostaje się do Pradoliny Toruńsko-Eberswaldzkiej. Odtąd płynie wśród rozległych łąk i bagien.
W Nakle rzeka łączy się z Kanałem Bydgoskim i odtąd aż do ujścia (na długości 187 km) jest elementem drogi wodnej Wisła-Odra. Od Nakła do Krzyża na długości 137 km ma charakter rzeki skanalizowanej z 14 stopniami wodnymi (śluzami i jazami).
Dość ospały bieg „leniwej Noteci” zmienia się dopiero po przyjęciu największego dopływu – Gwdy, który w tym miejscu jest większy od Noteci – średni przepływ Gwdy wynosi 27 m³/s w Pile. Noteci 44 m³/s – w Ujściu po połączeniu rzek. Ostatnim większym dopływem jest Drawa.
Ujście rzeki do Warty znajduje się w Santoku koło Gorzowa Wielkopolskiego.

## Żegluga
Noteć jest żeglowna na prawie całej długości. Od czasu budowy Kanału Bydgoskiego w 1774 r. jest elementem szlaku żeglugowego łączącego Wisłę z Odrą. Prace regulacyjne na Noteci Dolnej przeprowadzono w latach 1863–1915 . W rezultacie tych prac, między Nakłem, a ujściem Drawy zbudowano 14 stopni wodnych oraz wykonano 105 przekopów likwidujących zakola rzeki o promieniu poniżej 180 m, skracając ją przy tym o 30 km .
Natomiast na Noteci Górnej na odcinku od jeziora Gopło do Kanału Bydgoskiego prace regulacyjne przeprowadzono w latach 1878–1882. Doprowadziły one do budowy Kanału Górnonoteckiego wraz z 6 stopniami wodnymi, budowy dwóch śluz na Noteci, a także pogłębienia oraz wyprostowania koryta rzecznego poprzez przekopy o długości 30 km.
Od czasu uruchomienia drogi wodnej Wisła – Odra ranga Noteci urosła do najważniejszego szlaku transportowego
północnej Wielkopolski. Po przebudowie szlaku w latach 1905–1915, po Noteci pływały barki o nośności ponad 500 ton. Upadek żeglugi towarowej na Noteci rozpoczął się w latach 80. XX w. Od lat 90. XX w. nie wykonuje się prac bagrowniczych, co doprowadziło do zamulenia dna i wstrzymania ruchu jednostek z ładunkami. Doszło do likwidacji firm żeglugowych, stoczni, portów, przystani i infrastruktury transportowej.
Nadzieje ożywienia ruchu żeglugowego na Noteci wiąże się od początku XXI wieku z rozwojem turystyki wodnej. W celu poprawy stanu środowiska i infrastruktury Noteci powstało w 2000 roku stowarzyszenie pod nazwą Związek Miast i Gmin Nadnoteckich (ZMiGN).
Od początku XXI wieku dorzecze Noteci, należące do terenów o najniższych średniorocznych sumach opadów w Polsce, jest objęte zjawiskiem suszy hydrologicznej. W rezultacie zmniejsza się zarówno przepływ, jak i poziom wody w rzece. W lipcu 2019 u ujścia rzeki do Warty w Santoku zanotowano skrajnie niski poziom wód wynoszący zaledwie 6 cm, a odcinek drogi wodnej między śluzą Krostkowo na 68,25 km szlaku a śluzą Gromadno na 53,4 km przestał się nadawać nawet dla ruchu łodzi turystycznych, wymagając doraźnego pogłębienia.

## Szlak kajakowy
Szlak kajakowy na Noteci posiada następujące parametry:
- skala trudności – ocena: ZWA (ZWB), czyli bardzo łatwy z miejscami łatwymi,
- skala uciążliwości – ocena: U3 (dość uciążliwy) do Kaliny, dalej U1 (nieuciążliwy),
- skala atrakcyjności – ocena: **(*), czyli malowniczy, miejscami dość malowniczy (rzeka jest w dużej części uregulowana).

Na spływ całą rzeką należy przeznaczyć około 7–8 dni (do Kaliny trzy i to tylko przy wyższych stanach wód).

## Noteć w sieci międzynarodowych dróg wodnych
Zgodnie z Rozporządzeniem Rady Ministrów z 2002 r. ws. klasyfikacji śródlądowych dróg wodnych, Noteć Górna – od jeziora Gopło do połączenia z Kanałem Bydgoskim – ma klasę żeglowną Ia, Noteć Dolna – od połączenia z Kanałem Bydgoskim do ujścia rzeki Drawy – klasę Ib, zaś Noteć Dolna – od ujścia Drawy do ujścia do Warty – klasę II.
Noteć Dolna (187,2 km, od Nakła do ujścia do Warty) jest elementem międzynarodowej drogi wodnej E70, ustalonej w 1996 r. w porozumieniu AGN (European Agreement on Main Inland Waterways of International Importance).

## Hydronimia
Nazwa rzeki wywodzi się z praindoeuropejskiego rdzenia *(s)ne-t- || *(s)nē-t-, por. stind. snāti ‘pławi, kąpie się’, łac. nō, nā-re ‘pływać’, grec. νοτος, νοτιος ‘mokry’, ilir. Natiso, Natissa.

## Dorzecze
| Lewe dopływy: - Mała Noteć - Gąsawka - Kcynka - Gulczanka - Stara Noteć (Miała) | Prawe dopływy: - Gwda - Drawa - Łobżonka |

## Urbanizacja
| herb | miejscowość           | ludność | powiat                  |
| ---- | --------------------- | ------- | ----------------------- |
|      | Przedecz              | 1780    | kolski                  |
|      | Sompolno              | 3624    | koniński                |
|      | Kruszwica             | 8969    | inowrocławski           |
|      | Inowrocław            | 72 643  | inowrocławski           |
|      | Pakość                | 5824    | inowrocławski           |
|      | Barcin                | 7715    | żniński                 |
|      | Łabiszyn              | 4563    | żniński                 |
|      | Rynarzewo             | 1461    | nakielski               |
|      | Nakło nad Notecią     | 19 542  | nakielski               |
|      | Miasteczko Krajeńskie | 1163    | pilski                  |
|      | Ujście                | 3869    | pilski                  |
|      | Trzcianka             | 16 496  | czarnkowsko-trzcianecki |
|      | Czarnków              | 11 375  | czarnkowsko-trzcianecki |
|      | Wieleń                | 5899    | czarnkowsko-trzcianecki |
|      | Krzyż Wielkopolski    | 5943    | czarnkowsko-trzcianecki |
|      | Drezdenko             | 10 193  | strzelecko-drezdenecki  |